# Hufiec ZHP Warszawa-Praga-Północ

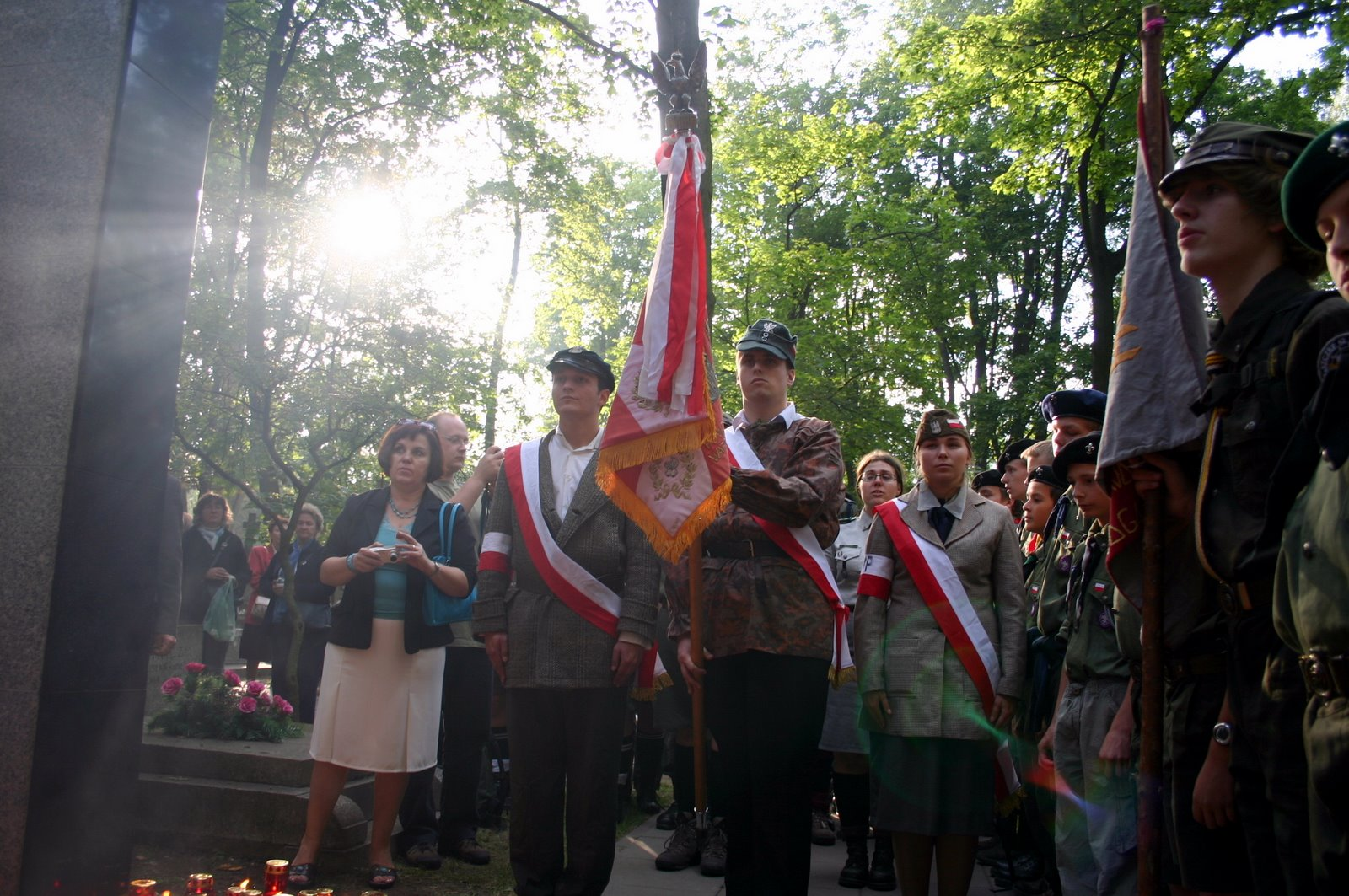
Harcerze hufca Praga-Północ na Powązkach w rocznicę powstania warszawskiego

Hufiec ZHP Warszawa-Praga-Północ im. Wigierczyków – jednostka organizacyjna działająca na terenie Chorągwi Stołecznej im. Bohaterów Warszawy, działająca na terenie warszawskich dzielnic: Praga-Północ, Targówek i Białołęka oraz miasta Marki.

## Struktura i działalność bieżąca hufca
Hufiec liczy ponad 650 zuchów, harcerzy, wędrowników, instruktorów, starszyzny i seniorów harcerstwa, skupionych w jednostkach organizacyjnych: drużynach, gromadach i klubach oraz kręgach instruktorskich, działających na terenie warszawskich dzielnic: Praga-Północ, Targówek i Białołęka oraz w mieście Marki. Od lat 70. jednostki hufca działały okresowo również w gminie Nieporęt.
Hufcem kieruje czteroosobowa komenda hufca. Jej działania wspierają: namiestnictwo zuchowe „Strych”, harcerskie „Granaty”, zespół wsparcia metodycznego, zespół kadry kształcącej, pełnomocnicy komendanta hufca oraz zespół kwatermistrzowski. Przy hufcu działa komisja stopni instruktorskich z uprawnieniami prowadzenia prób na stopnie przewodnika i podharcmistrza, retmanat drużyn wodnych hufca, Harcerski Klub Wodny „Lewa Knaga”, Harcerski Klub Kajakowy „Nurt”, Harcerski Ośrodek Techniki i Modelarstwa im. gen. Stanisława Maczka oraz Hufcowy Klub Specjalnościowy „Lochy i Smoki”.
Zuchy, harcerze, wędrownicy i instruktorzy hufca biorą udział w ciągu roku w różnorodnych działaniach swoich własnych gromad, drużyn, szczepów i kręgów. Co roku kilkuset z nich uczestniczy w stałych obozach pod namiotami, obozach wędrownych, koloniach zuchowych, zimowiskach oraz innych formach wypoczynku letniego i zimowego.
Jesienią każdego roku odbywa się zbiórka polowa hufca lub zlot hufca. Harcerze uczestniczą w dzielnicowych i stołecznych uroczystościach patriotycznych: m.in. w rocznicach obrony Pragi w 1794 roku oraz w rocznicach wybuchu powstania warszawskiego. Przez wiele lat organizowali w Domu Kultury Świt na Bródnie praskie finały Wielkiej Orkiestry Świątecznej Pomocy.
Aktualne informacje o podejmowanych działaniach prezentowane są na Facebooku.

## Historia

Kamień pamiątkowy poświęcony poległym harcerkom-sanitariuszkom niosącym pomoc rannym podczas bombardowań Dworca Wschodniego we wrześniu 1939

Pierwsze zastępy harcerzy na Pradze powstały najprawdopodobniej już w 1911, niedługo później powstała Pierwsza Praska Drużyna Skautowa (męska) – późniejsza 17 Warszawska Drużyna Harcerska. Jesienią 1918 utworzony zostaje odrębny okręg wizytacyjny Praga, a później Hufiec Praski Harcerzy, z kilkunastoma drużynami (wśród nich były działające do niedawna na Pradze-Północ 17 WDH i 26 WDH oraz 22 WDH z obecnej dzielnicy Praga-Południe).
Hufiec Praski Harcerzy obejmował w okresie międzywojennym obszar całej ówczesnej prawobrzeżnej Warszawy – od dalekiego Grochowa i Saskiej Kępy przez Pragę Centralną po Annopol na Bródnie.
| rejon wizytacyjny Bródno            | rejon wizytacyjny Praga                  | rejon wizytacyjny Grochów |
| ----------------------------------- | ---------------------------------------- | ------------------------- |
| 48, 51, 53, 75, 76, 81, 95 i 97 WDH | 12, 17, 26, 47, 62, 67, 78, 83 i 102 WDH | 8, 22, 39 i 98 WDH        |

Równolegle działał Hufiec Praski Harcerek. Działalność drużyn aktywnie wspierało koło przyjaciół harcerstwa „Ognisko Harcerskie na Pradze”, skupiające rodziców harcerzy i przyjaciół ruchu, m.in. wojskowych.
Podczas II wojny światowej powołano Okręg Praga Szarych Szeregów, podzielony na hufce: BR – Bródno, CP – Centrum Pragi i GR – Grochów. Część harcerzy działała poza Szarymi Szeregami, m.in. w Organizacji Harcerskiej „Wigry”.
Po wojnie drużyny harcerskie na Pradze i Grochowie wznowiły pracę już w październiku 1944. Uczestniczyły m.in. w odbudowie Warszawy. We wrześniu 1947 nastąpił podział dotychczasowego hufca Praga na 3 mniejsze: Praga Centralna, Praga Nowa i Grochów.
W okresie stalinizmu, kiedy zlikwidowano ZHP, na obszarze hufca działała II konspiracja harcerska.
W 1952 w Domu Harcerza na Pradze przy ul. Siedleckiej powstał dziecięco-młodzieżowy zespół kierowany przez Andrzeja Kieruzalskiego, późniejsza 170 Warszawska Drużyna Harcerska, która następnie przekształciła się w zespół artystyczny „Gawęda”. Nieco później, w 1958/1959 powstała 317 WDH „Kuźnica” im. Mieczysława Karłowicza prowadzona przez Jerzego Stadlera, kultywująca góralskie tradycje i rozwijająca zamiłowania muzyczne, która przekształciła się w Harcerski Zespół Artystyczny „Kuźnica” (od połowy lat 70. do 1988 w hufcu Mokotów).
Po reaktywowaniu ZHP w 1956 ponownie działały małe hufce dzielnicowe (osiedlowe): Praga Centralna, Praga Nowa, Targówek i Bródno.
| hufiec Bródno                                                                                 | hufiec Praga Centralna                                                     | hufiec Praga Nowa                                    | hufiec Targówek                  |
| --------------------------------------------------------------------------------------------- | -------------------------------------------------------------------------- | ---------------------------------------------------- | -------------------------------- |
| 62 WDH-ek, 72 WDH-ek, 48 WDH-y, 51 WDH-y, 76 WDH-y, 199 WDH-y, 75 WDH-a, 139 WDH-a, 140 WDH-a | 19 WDH-ek, 44 WDH-ek, 217 WDH-ek, 12 WDH-y, 219 WDH-y, 78 WDH-y, 170 WDH-y | 171 WDH-ek, 200 WDH-ek, 17 WDH-y, 71 WDH-y, 63 WDH-y | 131 WDH-ek, 26 WDH-y i 205 WDH-y |

W okresie 1959–1961 hufce odgórnie połączono w jeden duży hufiec Praga, który w kolejnych latach przyjął nazwę Praga-Północ – nawiązującą do nazwy dużej dzielnicy.
W grudniu 1983 Rada Narodowa m.st. Warszawy przyznała hufcowi Złotą Odznakę Honorową „Za zasługi dla Warszawy”.

### Komendanci hufca
Okręg wizytacyjny Praga

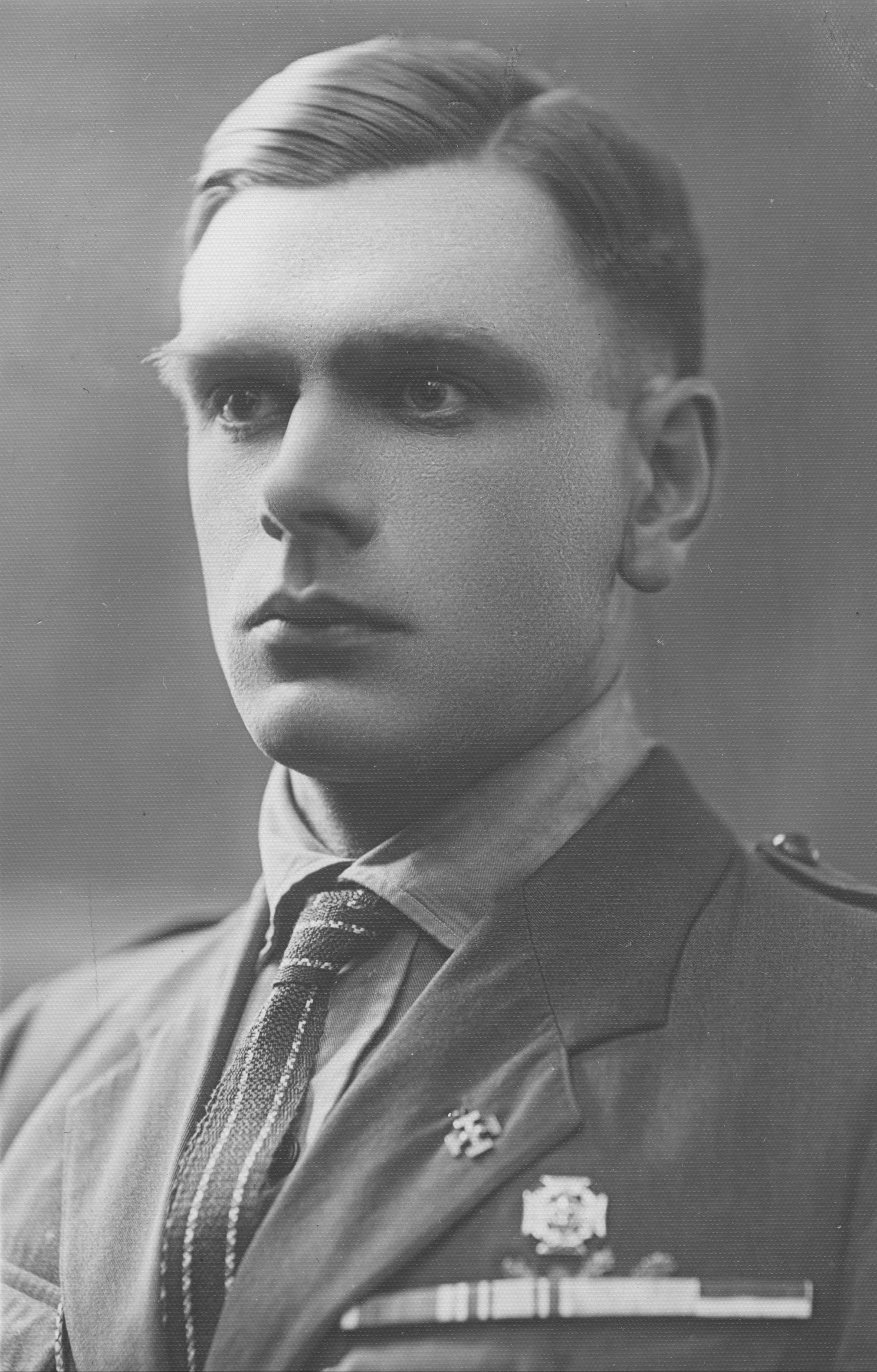
Marian Łowiński, komendant Hufca Harcerzy Praga w latach 1921–1925

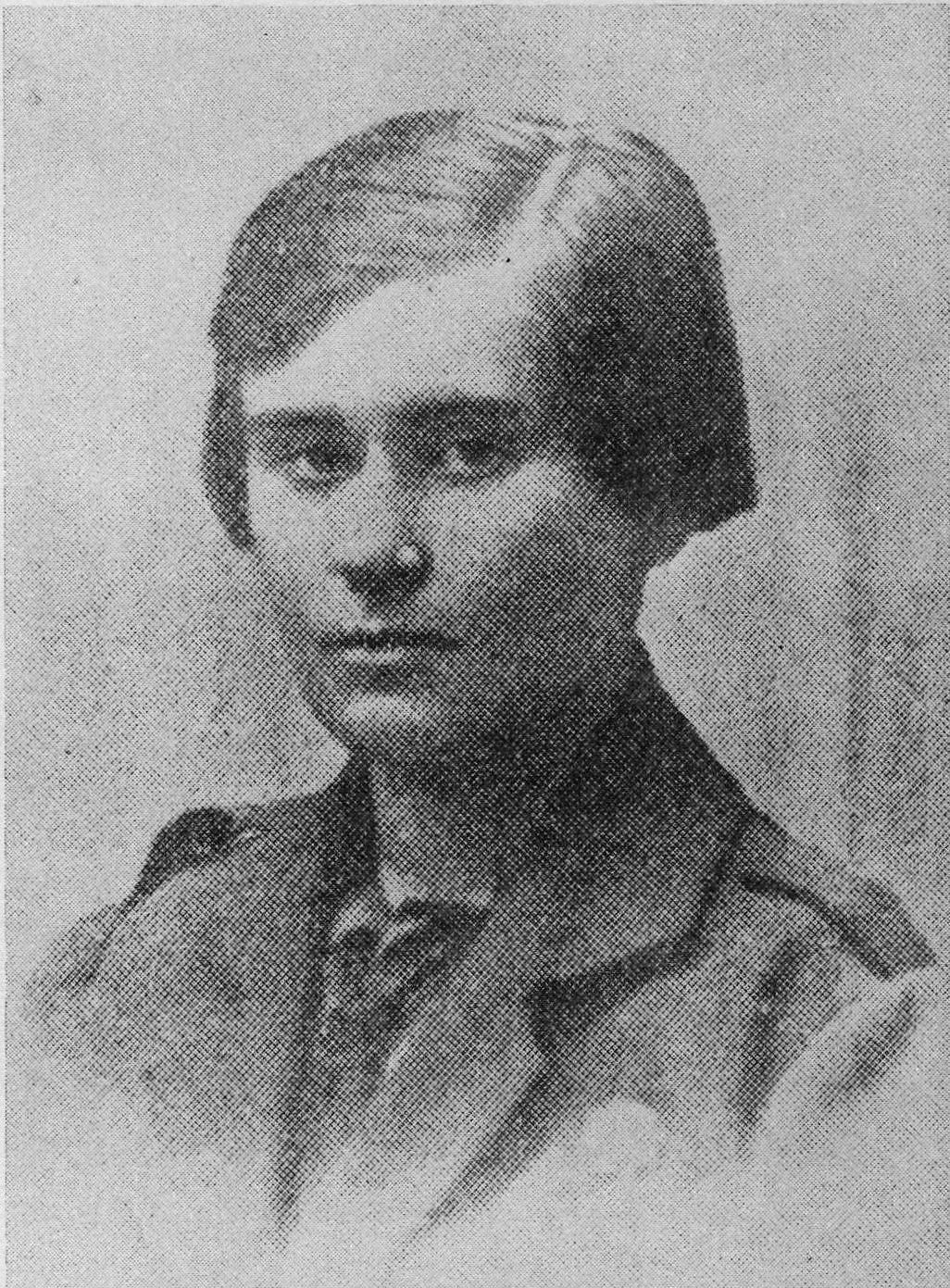
Jadwiga Zienkiewiczówna, współtwórczyni i komendantka Hufca Harcerek Praga w latach 20. XX wieku

- Stanisław Łopatecki (IX 1918 – III 1919)
- Edward Muszalski (III–XI 1919)
- Marian Łowiński (XI 1919 – X 1921)[4]

Hufiec IV Praga (terytorialny)
- Marian Łowiński (X 1921 – VII 1925)
- Lucjan Leśniewski (VII 1925 – II 1927)
- Włodzimierz Skłodowski (II 1927 – I 1928)
- Lech Makowski (I 1928 – IV 1929)[4]

Hufiec XIII (szkoły powszechne)
- Stanisław Trawiński (IV–XI 1929)
- K. Olszewski (XI 1929 – XI 1930)[4]

Hufiec XIV (szkoły gimnazjalne)
- Włodzimierz Skłodowski (IV–XI 1929)
- Jan Kiljan (XI 1929 – III 1930)
- Jerzy Laskowski (III–XI 1930)[4]

Hufiec Harcerek Praga (istniejący od 1927)

do uzupełnienia, niektóre komendantki:
- Jadwiga Zienkiewiczówna
- Maria Jiruska
- hm. Jadwiga Gronostajska
- Helena Duchniakowa
- Kazimiera Bajówna[5]

Hufiec Praga
- hm. Czesław Tomasik (XI 1930 – II 1931)
- hm. Kazimierz Papiński (II 1931 – III 1933)
- phm. Zbigniew Domoradzki (III 1933 – IX 1934)
- hm. Wincenty Klimaszewski (IX 1934 – IX 1936)
- hm. Zbigniew Domoradzki (IX 1936 – XII 1938)
- Tadeusz Ptaszycki (XII 1938 – V 1939)
- phm. Marian Sledz (p.o. hufcowy, V–IX 1939)[4]

Okręg Harcerzy Praga Szarych Szeregów
- phm. Kazimierz Skibniewski ps. Ślepowron (komendant okręgu, XI 1939 – IX 1940)
- hm. Kazimierz Skorupka ps. Dziad (komendant okręgu, X 1940 – IX 1941)
- phm. Jerzy Jaczewski ps. Grot (komendant okręgu, X 1941 – II 1942)
- phm. Henryk Ostrowski ps. Heniek (komendant okręgu, III–XI 1942)

Okręg Harcerek Praga Szarych Szeregów i Hufiec Harcerek Praga
- hm. Jadwiga Gronostajska (okręgowa)
- Kazimiera Bajówna (hufcowa, 1939–1940)
- Maria Jiruska (hufcowa, 1940–1943)

Blok „Bazylika” Szarych Szeregów
- phm. Wiktor Szeliński ps. Andrzej Pol (komendant bloku, III–VII 1944)
- phm. Jerzy Jaczewski ps. Wilk (komendant bloku, VII–IX 1944)

Hufiec Praga
- hm. Roman Modrzejewski (II 1945 – IX 1947)

Hufiec Bródno
- phm. Zdzisław Górzyński (III 1957 – III 1961)[6]

Hufiec Praga Centralna
- phm. Jan Schaitter (1947 – 1948)
- phm. Zdzisław Nowakowski (XII 1956 – XII 1957)
- hm. Zygmunt Ciemior (II 1958 – III 1961)[6]

Hufiec Praga Nowa
- phm. Kazimierz Burchardt (1947 – 1948)
- phm. Jan Pośpiech (XII 1957 – IX 1958)
- hm. Ryszard Brykowski (IX 1958 – III 1961)[6]

Hufiec Targówek
- hm. Maria Köhler (IX 1945 – 1948)
- hm. Jadwiga Czajka (1948 – IX 1949)
- phm. Zbigniew Dobrowolski (XII 1957 – II 1959)
- pwd. Wanda Janowicz (II 1959 – XII 1959)[6]

Hufiec Praga Północ
- hm. Ryszard Brykowski (III 1961 – VI 1961)
- hm. Janusz Syrokomski (VI 1961 – XI 1962)
- hm. Alicja Kędzierska (XI 1962 – II 1964)
- hm. Zygmunt Wiełłowicz (II 1964 – II 1967)
- hm. Stanisław Pańczyszyn (II 1967 – VI 1967)
- hm. Barbara Klajn (VI 1967 – XI 1968)
- hm. Andrzej Polak (XI 1968 – IX 1975)
- hm. Lech Głogowski (IX 1975 – IV 1977)
- hm. Marek Graf (IV 1977 – X 1980)
- hm. Marek Bargiełowski (X 1980 – XI 1984)
- hm. PL Jarosław Białkowski (XII 1984 – XI 1992)
- hm. Wojciech Knyż (XII 1992 – I 1993, komendant komisaryczny)
- hm. Izabella Górnikowska (I 1993 – X 1997)
- hm. Piotr Chorąży (X 1997 – XI 1999)[6]
- hm. Grzegorz Chwiłoc-Fiłoc (XI 1999 – XII 2007)
- hm. Bartosz Kowalewski (XII 2007 - X 2011)[7]
- hm. Michał Cyrkunowicz (I 2012 – XI 2015)
- phm. Katarzyna Murawska (XI 2015 – IV 2017)
- hm. Przemysław Łaciński (V 2017 – V 2018)
- phm. Bartosz Romaniuk (V 2018 – XI 2023)
- hm. Mateusz Kamil Wnuk (od XI 2023)

### Historyczne siedziby hufca
- ul. Saska 105 (tzw. Domek Harcerski, okres międzywojenny)[8]
- ul. Wileńska 55/57 (od 1957)
- ul. Białołęcka 33, po zmianie adresu ul. Wysockiego 11 (DK Świt, od 1971 do lat 80.)
- ul. Siedlecka 37 (lata 80. i 90.)
- ul. Suwalska 13 (lata 90. do 2004)
- ul. Blokowa 3 (od 2004)[9]
- ul. Przewoźników[potrzebny przypis]
- ul. św. Wincentego 85 (2016-2017)

## Bohater

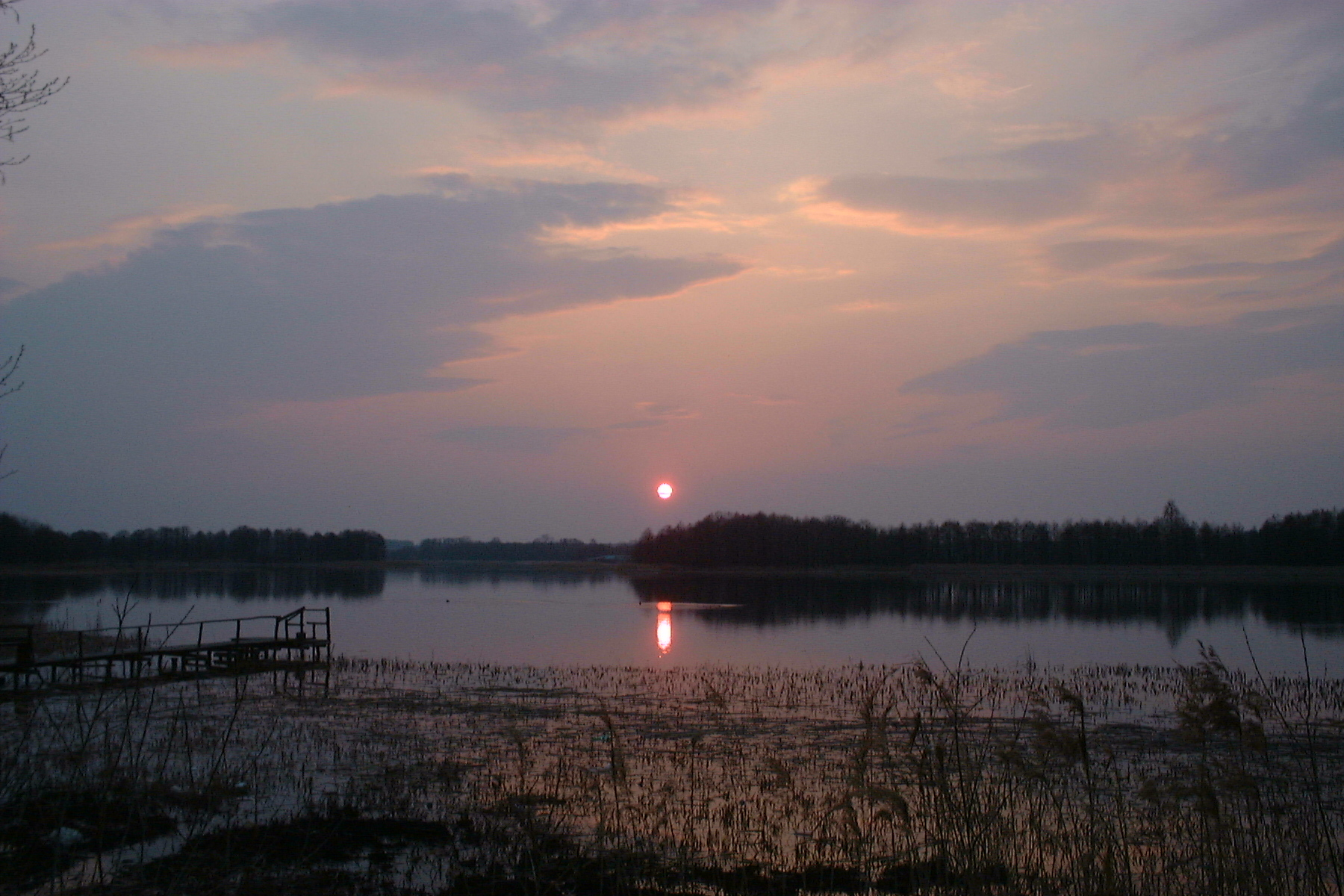
Zachód słońca nad jeziorem Wigry

Przedwojenny Hufiec Harcerzy Praga 17 grudnia 1927 przyjął imię gen. Jakuba Jasińskiego.
Obecnemu hufcowi, istniejącemu od początku lat 60., w 1967 decyzją ówczesnych władz dzielnicy nadano imię działacza socjalistycznego Stanisława Dubois, współzałożyciela Czerwonego Harcerstwa Towarzystwa Uniwersytetu Robotniczego. Postać tego bohatera przez lata budziła w hufcu kontrowersje, w 2003 hufiec zrezygnował z jego imienia. W 2005 spośród kilkunastu propozycji wybrano kandydaturę Wigierczyków, a zjazd hufca zobowiązał komendanta hufca do wystąpienia do komendanta chorągwi o rozpoczęcie kampanii „bohater”. Uroczyste nadanie hufcowi imienia Wigierczyków i sztandaru odbyło się wiosną 2007 w parku Praskim.
Imię Wigierczyków nawiązuje do tradycji i ducha kursów instruktorskich nad jeziorem Wigry, słynnych z wysokiego poziomu kształcenia, puszczańskiego charakteru i braterskiej atmosfery, a także do Batalionu Harcerskiego Wigry, w którego składzie było wielu harcerzy praskich drużyn i uczniów szkół z tej części Warszawy.

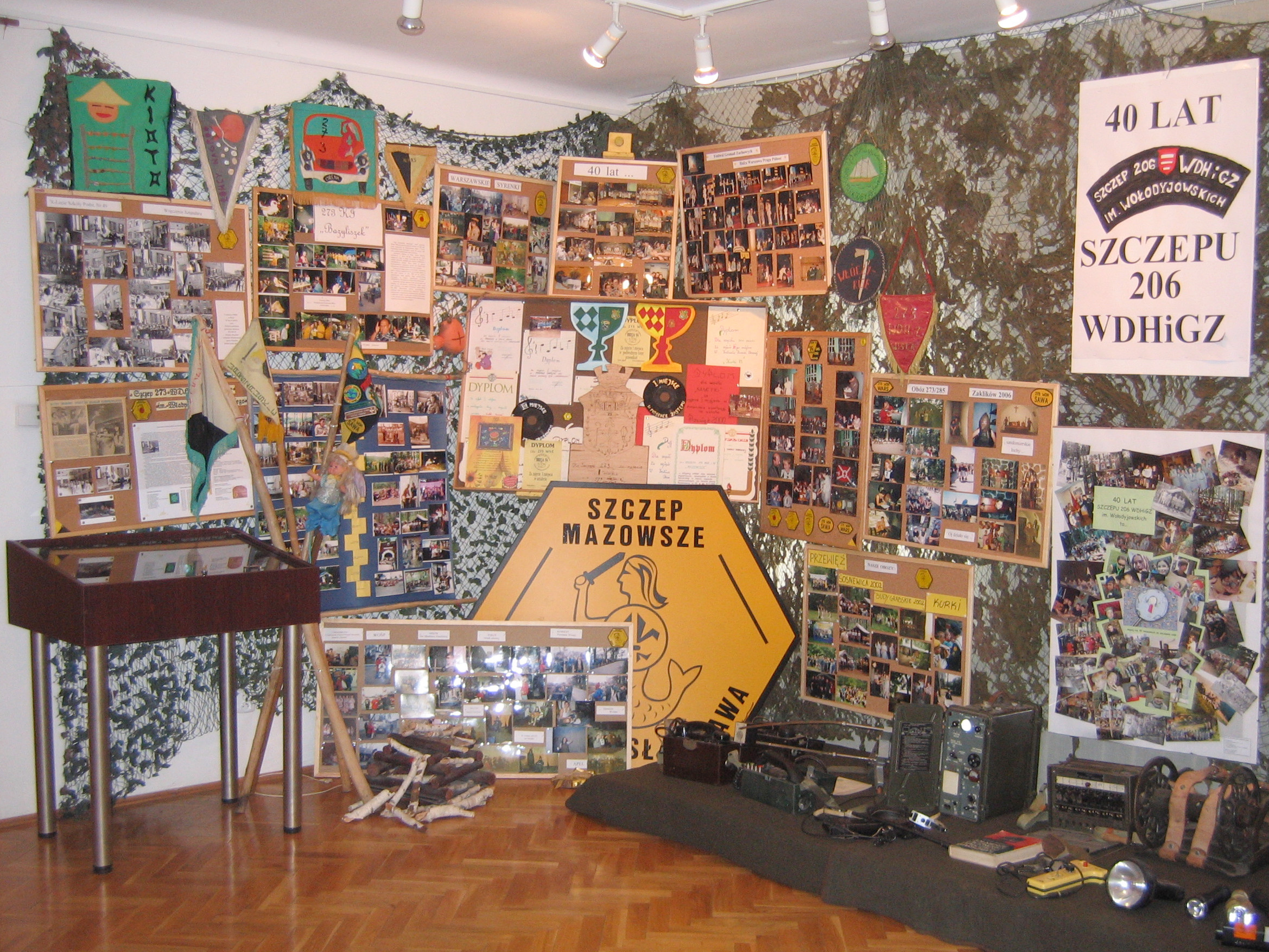
Hufcowe eksponaty historyczne na wystawie w Domu Kultury Praga w 2007

## Izba Pamięci i Tradycji
W hufcu od 17 września 2003 do 2020 roku działała unikatowa w skali chorągwi Izba Pamięci i Tradycji Harcerskich stworzona przez byłego kwatermistrza hufca, członka chorągwianej komisji historycznej hm. Wita Jozenasa. Zgromadzono w niej pamiątki harcerskie prezentujące wielopokoleniowy dorobek praskiego harcerstwa, przekazane lub wypożyczone przez kilkuset dawnych i obecnych harcerzy i ich rodziny. Eksponaty z izby były prezentowane na kilku wystawach, za co w 2005 Naczelnik ZHP przyznał hufcowi honorową nagrodę im. hm. Olgierda Fietkiewicza w kategorii archiwizowania harcerskich dziejów oraz inicjatyw muzealnych. W 2011 część eksponatów z Izby zaprezentowano na wystawie Czuwaj, Prago! Stulecie harcerstwa w prawobrzeżnej Warszawie, zorganizowanej wspólnie z Muzeum Warszawskiej Pragi.
Izba Pamięci i Tradycji składała się z dwóch części, w których można obejrzeć osobno pamiątki harcerskie i pamiątki zuchowe. W chwili obecnej w miejscu po Izbie Pamięci i Tradycji znajduje się harcówka jednego z Targówczańskich Szczepów..

## Środowiska działające w hufcu
| dzielnica Praga-Północ | dzielnica Targówek | dzielnica Białołęka | miasto Marki                                            |
| | | |                                                         |
| - Klub Kajakowy „Nurt" - 273 Krąg Instruktorski „Mazowsze" - Harcerski Klub Wodny „Lewa Knaga" - Krąg Instruktorów i Starszyzny im. „Cichociemnych" Spadochroniarzy AK „Bliza" Środowiska nieistniejące: - Szczep 17 Warszawskich Drużyn Harcerskich i Gromad Zuchowych im. gen. Jakuba Jasińskiego - 78 Warszawska Drużyna Harcerska - Szczep 206 Warszawskich Drużyn Harcerskich i Gromad Zuchowych „Wołodyjowscy" - Szczep 260 Warszawskich Drużyn Harcerskich i Gromad Zuchowych im. Macieja Kolke - Szczep 273 Warszawskich Drużyn Harcerskich i Gromad Zuchowych „Mazowsze” im. Władysława Broniewskiego - Szczep 353 Warszawskich Drużyn Harcerskich i Gromad Zuchowych „Grań” im. Wandy Rutkiewicz | - Szczep 72 Warszawskich Drużyn Harcerskich i Gromad Zuchowych „Ostoja” - Szczep 73 Warszawskich Drużyn Harcerskich i Gromad Zuchowych „Grot” - Szczep 84 Warszawskich Drużyn Harcerskich i Gromad Zuchowych „Knieja” - Szczep 205 Warszawskich Drużyn Harcerskich i Gromad Zuchowych - 206 Warszawska Wodna Drużyna Harcerska „Galeon” - Krąg Instruktorski „Wagabunda” Środowiska nieistniejące: - Szczep 26 Warszawskich Drużyn Harcerskich i Gromad Zuchowych im. Batalionu Harcerskiego „Zośka” - 83 Warszawska Drużyna Harcerska „Drepce" - Szczep 232 Warszawskich Drużyn Harcerskich i Gromad Zuchowych „Rezerwat” - Szczep 272 Warszawskich Drużyn Harcerskich i Gromad Zuchowych im. Batalionu „Ruczaj” - Szczep 285 Warszawskich Drużyn Harcerskich i Gromad Zuchowych „Grodzisko” - Klub Łącznościowy SP52PN - Klub Paintballowy - Krąg Instruktorski „Źródło” - Harcerski Klub Turystyczny nr 12 | - 64 Warszawska Drużyna Harcerska „Skaut” - 64 Warszawska Drużyna Harcerzy Starszych „Etos” - Szczep 71 Warszawskich Drużyn Harcerskich i Gromad Zuchowych im. Pułku AK „Baszta” - Szczep 355 Warszawskich Drużyn Harcerskich i Gromad Zuchowych „Utrøst” - 361 Warszawska Drużyna Harcerska „Burza” - Harcerski Ośrodek Techniki i Modelarstwa - Hufcowy Klub Specjalnościowy „Lochy i Smoki” Środowiska nieistniejące: - 51 Warszawska Drużyna Harcerska „Venturi” - 82 Warszawskie Drużyny Harcerskie i Wędrownicze - Szczep 272 Warszawskich Drużyn Harcerskich i Gromad Zuchowych im. Batalionu „Ruczaj” - Szczep 276 Warszawskich Drużyn Harcerskich i Gromad Zuchowych „Włóczykije” - 351 Warszawskie Drużyny Harcerskie i Starszoharcerskie | - 62 Szczep Harcerski „Polanie” im. Bolesława Chrobrego |

## Instruktorzy praskiego harcerstwa
- Grzegorz Chwiłoc-Fiłoc
- Jerzy Dargiel
- Jadwiga Gronostajska
- Ryszard Jakubowski (Kot)
- Maria Jiruska
- Andrzej Kieruzalski
- Zdzisław Nowakowski
- Jerzy Przyjemski
- Kazimierz Skorupka
- Aleksander Soliński
- Jerzy Stadler
- Zygmunt Syrokomski
- Wojciech Stefan Wyrobek